# اس‌اس پایونیر (۱۹۰۵)
اس‌اس پایونیر (۱۹۰۵) (به انگلیسی: SS Pioneer (1905)) یک کشتی بود که طول آن ۱۷۰ فوت (۵۱٫۸۲ متر) بود. این کشتی در سال ۱۹۰۵ ساخته شد.